# Mount Bona
Mount Bona is de hoogste vulkaan van de Verenigde Staten, en de op drie na hoogste berg in dat land. Al deze bergen zijn gelegen in de staat Alaska.
Deze 5005 meter hoge met ijs bedekte stratovulkaan, of de nabijgelegen, iets lagere vulkaan Mount Churchill, is voor zover bekend rond het jaar 847 voor het laatst uitgebarsten, en sindsdien is hij slapend of uitgedoofd.
De berg ligt in de Valdez-Cordova Census Area in het zuidoosten van Alaska, circa 20 km van de Canadese grens, in het Sint-Eliasgebergte, ongeveer 130 kilometer ten noordnoordwesten van Mount Saint Elias en 80 km ten westen van Mount Logan, welke nabijheid de dominantie bepaalt.
De berg is onderdeel van nationaal park Wrangell-St. Elias.
Mount Bona kreeg zijn naam in 1897 van hertog Lodewijk Amadeus van Savoye toen hij de top van deze berg zag tijdens de eerste beklimming van de 130 km zuidwestelijker gelegen Mount Saint Elias. De berg werd vernoemd naar het jacht van de hertog: de Bona.
De top van de Mount Bona werd voor het eerst beklommen in 1930, door Allen Carpé, Terris Moore en Andrew Taylor.